# Synopsis Plantarum in Flora Gallica Descriptarum
Synopsis Plantarum in Flora Gallica Descriptarum (abreviado Syn. Pl. Fl. Gall.) es un libro con ilustraciones y descripciones botánicas que fue escrito conjuntamente por Jean-Baptiste Lamarck & Augustin Pyrame de Candolle y publicado en París en el año 1806.